# Barcelos (ort)
Barcelos är en ort i delstaten Amazonas i nordvästra Brasilien. Den är belägen längs floden Rio Negro och hade cirka 11 000 invånare vid folkräkningen 2010. Barcelos är centralort i en kommun med samma namn. I ortens sydöstra utkant ligger en flygplats.